# 终碛

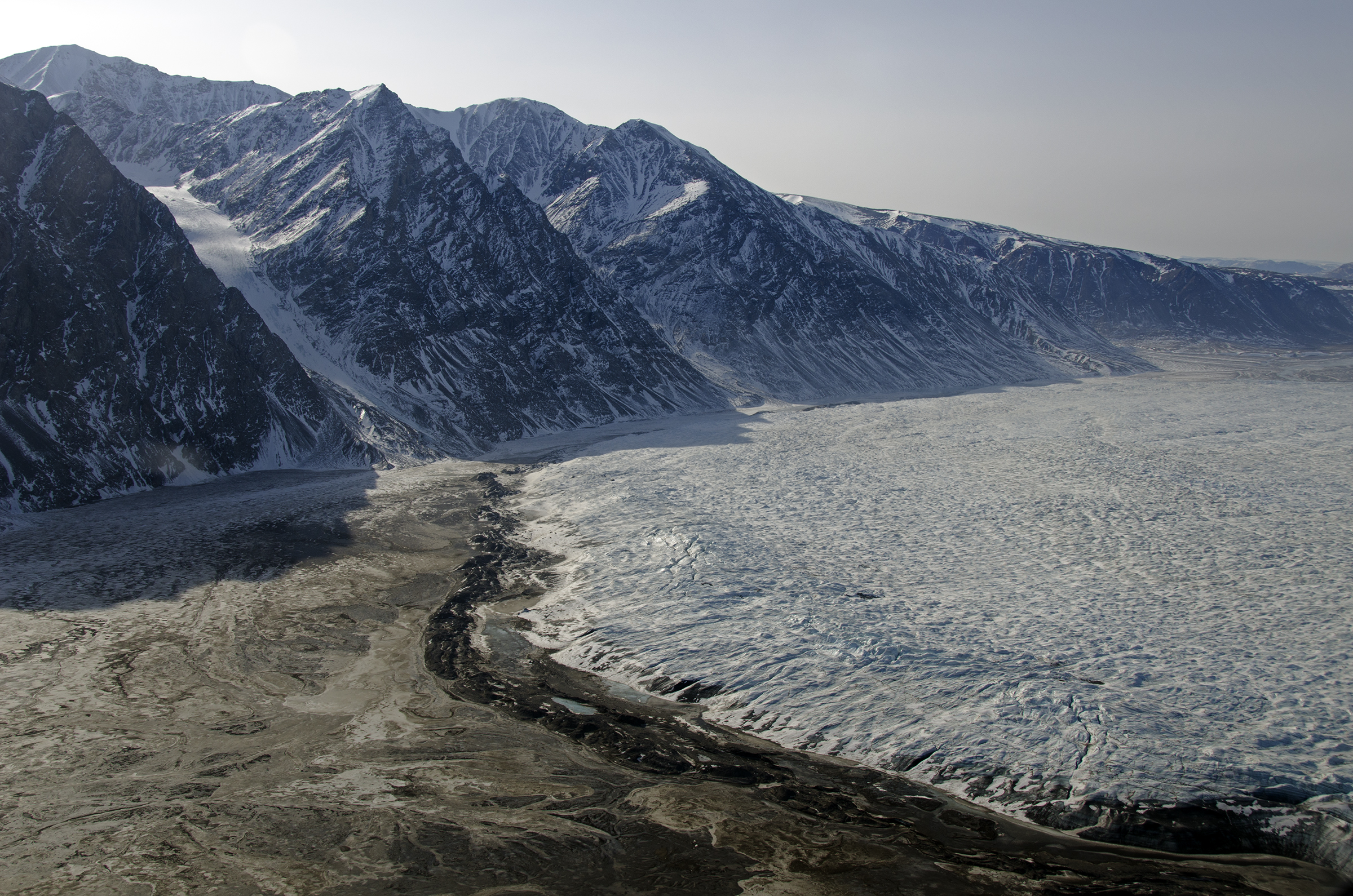
格陵蘭東北部海岸的终碛

端碛（英語：或），又稱端冰磧，是指冰川在後退消融時因為某種原因而暫停在原地的狀態。形成原因是因為冰川的提供量和消融地點處於在大約接近平衡點，則冰川就會在後退消融的過程中暫停上述於平衡點的位置，並且由冰川所帶來的沉積物質形成圓弧型的堤防狀，成為端冰磧。

## 註解
1. ↑  繁：，简：，拼音：，注音：，音同「器」

## 外部連結
冰川的介紹 （页面存档备份，存于）